# Línea Abroñigal-Bifurcación Rebolledo
La línea Abroñigal-Bifurcación Rebolledo es una línea férrea de 3,2 kilómetros de longitud que pertenece a la red ferroviaria española y discurre por el término municipal de Madrid. Se trata de una línea de ancho ibérico (1668 mm), electrificada a 3 KV y vía única. Construida originalmente por RENFE, en la actualidad el ente público Adif es el titular de todas las infraestructuras. Siguiendo la catalogación de Adif, es la «línea 934».